# Colegiul Național „Gheorghe Roșca Codreanu” din Bârlad

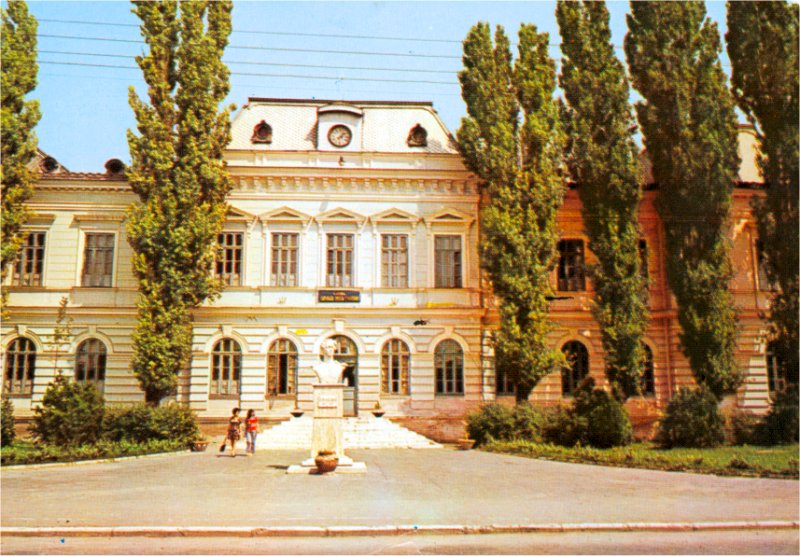
Liceul „Gheorghe Roșca Codreanu” în 1979.

Colegiul Național „Gheorghe Roșca Codreanu” din Bârlad, ale cărui cursuri au fost inaugurate pe 20 octombrie 1846, este una dintre cele mai vechi instituții de învățământ preuniversitar din Moldova. La inițiativa și cu fondurile donate de frații Gheorghe Roșca Codreanu și Neculai Roșca Codreanu, boieri filantropi moldoveni, au fost înființate în Bârlad liceul și școala secundară-profesională de fete.

## Scurt istoric
Inaugurarea actualei clădiri s-a făcut la 27 aprilie 1886, aceasta fiind în prezent monument istoric, cu codul VS-II-m-B-06721.
În decursul timpului, instituția de învățământ a avut mai multe denumiri. Întâi s-a numit Gimnaziul „Codreanu” (1858), apoi Liceul „Codreanu” (1864). Liceul „Codreanu” era al patrulea liceu înființat în cele două țări românești, după cele din București, Iași și Craiova, în urma reformei învățământului, din 1864, inițiată de către Alexandru Ioan Cuza. La împlinirea unui secol de existență (1946) a devenit Colegiul Național „Gh. Roșca Codreanu”, apoi Liceul „Gh. Roșca Codreanu” și din nou Colegiul Național „Gh. Roșca Codreanu”, din 1996.

## Absolvenți ai Colegiului Național „Gheorghe Roșca Codreanu”, membri ai Academiei Române
Vechiul liceu din Moldova a format numeroase personalități ale științei, culturii și literaturii române, printre care 24 de academicieni, formați pe băncile liceului: 

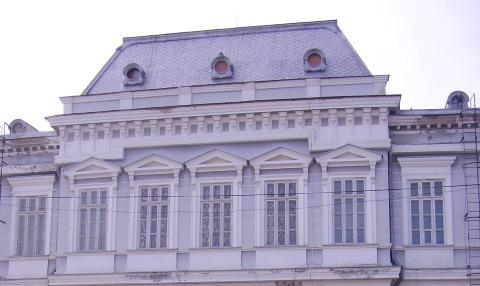
Colegiul Național „Gheorghe Roșca Codreanu”

- Dumitru Bagdasar - medic, profesor universitar
- Ștefan Bârsănescu - pedagog și eseist
- Martin Bercovici - inginer electrician, profesor universitar
- Paul Bujor - zoolog, profesor universitar
- Florin Ciorăscu - fizician, profesor universitar
- Iulian Gavăț - inginer geolog, profesor universitar
- Constantin Hamangiu - jurist, ministru al justiției în guvernul Nicolae Iorga
- Garabet Ibrăileanu - critic, redactor și istoric literar, scriitor, profesor universitar
- Gheorghe Ivănescu - lingvist și filolog, profesor universitar
- Ioan Jak Rene Juvara - medic, profesor universitar
- Barbu Lăzăreanu - istoric literar, publicist
- Scarlat Longhin - medic, profesor universitar
- Constantin Manolache - entomolog
- Constantin Nicolau - medic, profesor universitar
- Iuliu Nițulescu - medic, profesor universitar
- Vasile Pârvan - istoric, arheolog, profesor universitar
- Alexandru Philippide - lingvist și filolog, profesor universitar
- Ion Popescu-Zeletin - inginer silvic, profesor universitar
- Ștefan Procopiu - fizician, profesor universitar
- Nicolae Profiri - inginer și om politic, profesor universitar
- Vasile Rășcanu - medic, fiziolog, profesor universitar
- Gheorghe Tașcă - economist și om politic, profesor universitar
- Alexandru Vlahuță - scriitor (poet și prozator)

## Alți absolvenți notabili ai Colegiului Național „Gheorghe Roșca Codreanu”
- Cezar Ivănescu - poet, dramaturg, scriitor și director de editură
- Gheorghe Negrescu -  general, pionier al aviației române
- Cicerone Poghirc - clasicist, profesor universitar și membru marcant al exilului românesc
- Radu Ralea -  chimist, profesor universitar
- Dumitru Solomon - dramaturg, prozator, eseist

## Profesori ai Colegiului Național „Gheorghe Roșca Codreanu”
Dintre profesorii de mare prestigiu, cu nume de rezonantă în învățământul românesc, care au funcționat la acest liceu, menționăm pe: 
- Ion (Iacov) Antonovici (1894-1923)
- Stroe S. Belloescu (1866-1897)
- Mihail Berza (1931-1933)
- Octav P. Botez (1909)*
- Constantin I. Botez (1905-1913)
- Petre Constantinescu-Iași (1919-1927)
- Charles P. Drouhet (1900-1904)
- Dimitrie Evolceanu (1889-1900)
- Gh. Fințescu (1899-1909)
- Emanoil Gaiu (1932)
- Marcel Guguianu (1946-1947)
- Constantin Parfene (1958)
- Constantin Popovici (1899-1901)
- Ștefan Procopiu (1917-1919)*
- I. M. Rașcu (1918-1919)
- Petre Todicescu (1924-1935)
- Vasile Țugulea (1956-2002)
- Ștefan Vancea (1938 -1940)
- Valeriu Zanoschi (1957-1958)